# Nuyts Reef Conservation Park
Nuyts Reef Conservation Park är en park i Australien. Den ligger i delstaten South Australia, omkring 670 kilometer nordväst om delstatshuvudstaden Adelaide.
Trakten är glest befolkad. Det finns inga samhällen i närheten.